# Villebaudon
Villebaudon – miejscowość i gmina we Francji, w regionie Normandia, w departamencie Manche.
Według danych na rok 1990 gminę zamieszkiwało 317 osób, a gęstość zaludnienia wynosiła 56 osób/km² (wśród 1815 gmin Dolnej Normandii Villebaudon plasuje się na 579. miejscu pod względem liczby ludności, natomiast pod względem powierzchni na miejscu 827.).